# Karmel (moszaw)
Karmel (hebr.: כרמל) – moszaw położony w samorządzie regionu Har Chewron, w Dystrykcie Judei i Samarii, w Izraelu.
Leży w górach Judzkich, na południowy wschód od Hebronu w południowej części Judei, w otoczeniu terytoriów Autonomii Palestyńskiej.

## Historia
Moszaw został założony w 1980 jako wojskowy posterunek obserwacyjny, w którym w 1981 osiedlili się cywilni żydowscy osadnicy.

## Gospodarka
Gospodarka moszawu opiera się na hodowli bydła mlecznego i sadownictwie.